# Batalla de Most
La batalla de Most, el 5 de agosto de 1421, puso fin a las incursiones de los husitas radicales por el norte de Bohemia. Las tropas husitas, al mando de Jan Zizka, fueron vencidas por las fuerzas de Federico I de Sajonia. Fue una de las pocas derrotas que sufrieron los husitas a manos de las tropas católico-imperiales en las guerras husitas de 1419 a 1436.
Ya el 16 de marzo de 1421, las fuerzas husitas, acaudilladas por Zizka, habían conquistado el poblado de Chomutov, situado a pocos kilómetros al oeste de Most, y matado a los 2500 habitantes. Después se dirigieron hacia Praga, causando grandes destrozos en las localidades pobladas por alemanes o católicos. A principios de julio, los husitas partieron hacia el norte, esta vez mandados por el sacerdote Jan Zelivsky, saqueando de paso Teplice y Duchcov, y el 12 de julio se apoderaron de Bílina. Dos semanas más tarde, montaron un Wagenburg (fortaleza formada por carros de guerra) en el pueblo de Saras y desde allí lanzaron ataques contra Most, hasta que fueron vencidos el mencionado 5 de agosto por las fuerzas enviadas por Federico de Sajonia y apoyadas por los vecinos de Most.
Esta victoria del bando católico-imperial no tuvo grandes repercusiones sobre el desarrollo posterior de las guerras husitas, puesto que los husitas conservaron la superioridad militar durante los años siguientes. Sin embargo, este éxito supuso para Federico I de  Sajonia que fuera elevado al rango de duque y príncipe elector, en tanto que Zelivsky fue destituido del mando poco después y ejecutado en marzo de 1422. Pese a la derrota, no cesaron del todo los ataques husitas contra los territorios de Sajonia y Meissen con el fin de que éstos no pudieran prestar apoyo militar al emperador Segismundo.